# Большой наряд

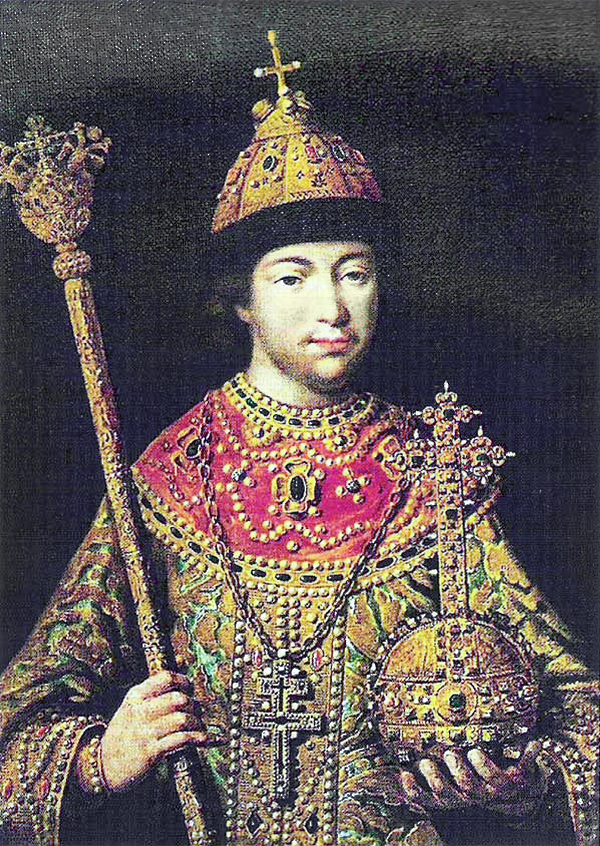
Михаил Фёдорович в Большом наряде.

Большой наряд (Царский чин) — регалии русских царей.
Большой наряд хранился на Казённом дворе, в Большой Казне. Поэтому также назывался нарядом Большой Казны.

## Наряды
В допетровской Руси царские одежды и утварь были распределены на наряды, то есть подобраны сообразно виду и ценности. Драгоценное хранилось на Казённом дворе, всё прочее — в казне Мастерской палаты; в каждом хранилище счет Наряда был особый. При царе Михаиле Федоровиче в записной книге Мастерской палаты значилось тридцать нарядов обыкновенного платья, а на Казённом дворе — 8 нарядов.
В состав Наряда Большия Казны входили регалии, в которые государи облекались в день венчания на царство, при приеме посланников и чужеземцев, при хиротонии архиереев и в великие праздники (например, Шествие на осляти).

## Состав Большого наряда
1. Золотой Крест из Животворящего Древа, при нём цепь золотая (чепь крещатая).
2. Шапка Мономаха и другие царские венцы (см. Шапки Русского царства).
3. Бармы греческой работы — широкое круглое ожерелье.
4. Скипетр Большого наряда.
5. Яблоко золотое с крестом — то есть держава Большого наряда.
6. Окладень — цепь или перевязь с орлом.
7. Жезл греческой работы.
8. Платно царское.
9. Кафтан становой царский.
10. Царское место.
11. Предметы одежды (тафья, колпак, чёботы, посох, подаренный Михаилу Фёдоровичу в 1613 году, калита великого князя Данила).
12. Другие предметы: стоянец (стоян), на который ставилась держава, ковши для угощения послов, топоры рынд, золотые цепи рынд и другое.

## Ношение нарядов
В разное время состав Большого наряда мог незначительно меняться. Например, Фёдор Алексеевич в составе Большого наряда вместо чеботов носил башмаки.
В Большой Казне хранились 10 перстней, которые царь надевал вместе с Большим нарядом на приёмы послов. Например, 18 августа 1647 года при приёме литовского посла на царе было 4 перстня. При приёме голландского посла 20 июня 1648 года — 9 перстней.
В разных случаях вещи Большого наряда могли сочетаться с вещами других нарядов. Например, 6 января 1671 года при царском выходе на царе было: крест, диадима второго наряда, шапка царская первого наряда, платно царское второго наряда и т. д.
Калита передавалась по наследству и хранилась в составе Большого наряда, как напоминание о милосердии Ивана Калиты. 19 апреля 1635 года была скроена новая калита из камки по образцу калиты Ивана Даниловича Калиты.
Стоянец (стоян) — серебряные пирамиды высотой около аршина. На усечённой вершине пирамиды размещалось блюдо для постановки державы. Стоянец стоял слева от трона.